# Oczopląs

Horyzontalny oczopląs optokinetyczny

Oczopląs (łac. nystagmus) – mimowolne, rytmiczne oscylacje gałek ocznych, wynikające z braku równowagi w napięciu mięśni ocznych. Może być następstwem uszkodzenia obwodowej lub ośrodkowej części przedsionka lub być przejawem tzw. oczopląsu ocznego.

## Charakterystyka
W opisie oczopląsu wyróżniamy następujące cechy:
- postać – poziomy, pionowy, obrotowy, ukośny, poziomo-obrotowy;
- kierunek – oznaczany według fazy szybkiej ruchu;
- szybkość – wolny, średni, szybki;
- natężenie – określane w trójstopniowej skali:
  - I stopnia – oczopląs występujący jedynie przy patrzeniu w kierunku fazy szybkiej
  - II stopnia – oczopląs występujący przy patrzeniu w kierunku fazy szybkiej oraz na wprost
  - III stopnia – oczopląs występujący nawet przy patrzeniu w kierunku fazy wolnej
- typ – rytmiczny (inaczej zwany dwufazowym) lub wahadłowy;
- stałość – stały lub przerywany;
- amplituda – drobno-, średnio- i grubofalisty.

## Rodzaje oczopląsów
Możemy rozróżnić m.in.:
- Oczopląs ośrodkowy – jego przyczyna istnieje w OUN;
- Oczopląs obwodowy – jego przyczyna istnieje poza OUN;
- Oczopląs samoistny – może być pochodzenia błędnikowego, ośrodkowego i ocznego (fiksacyjnego);
- Oczopląs wywołany – indukowany – może być patologiczny lub fizjologiczny, jest wywoływany bodźcami cieplnymi, kinetycznymi, oraz stymulacją galwaniczną i optokinetyczną;

### Oczopląs błędnikowy
Za pomocą pobudzeń cieplnych lub obrotowych można wywołać oczopląs błędnikowy z wyraźnie zaznaczoną fazą szybką i wolną. Kierunek takiego oczopląsu określa się zgodnie z kierunkiem fazy szybkiej. Uważa się, że faza wolna zależy od pobudzeń receptorów błędnikowych, a faza szybka stanowić ma komponent ośrodkowy i jest wyrazem kompensacji.

### Oczopląs podczasobrotowy i poobrotowy
Stosując zmienne przyspieszenie kątowe udaje się wywołać w czasie obrotu ciała tzw. oczopląs podczasobrotowy, skierowany w stronę działającego przyspieszenia. Po zatrzymaniu badanego występuje oczopląs poobrotowy, z kierunkiem odwrotnym do kierunku dokonywanych obrotów.

### Oczopląs cieplny
Oczopląs cieplny można wywołać przez wprowadzenie do przewodu słuchowego zewnętrznego wody o temperaturze innej niż temperatura ciała badanego (próba Barany'ego). W przypadku wody zimnej (30˚C) wystąpi oczopląs skierowany w stronę przeciwną do oziębianego ucha, natomiast w przypadku stosowania wody ciepłej (44˚C) – oczopląs będzie skierowany w stronę badanego ucha.

### Oczopląs optokinetyczny
Występuje on podczas patrzenia na obrazy szybko przesuwające się przed oczami obserwatora. Jest następstwem dążenia do zatrzymania ruchomego obrazu na siatkówce oka. Na przykład podczas jazdy środkami komunikacyjnymi. Kierunek, określony na podstawie fazy szybkiej, jest przeciwny do kierunku przesuwania się śledzonego wzrokiem obiektu – następuje powolne śledzenie obiektu po czym szybki powrót do pierwotnego punktu skupienia wzroku.

### Ruchy nystagmoidalne
Istnieją również tzw. ruchy nystagmoidalne gałek ocznych – wychylenia oczu z mniejszym lub większym zaznaczeniem fazy szybkiej i wolnej. Są to więc ruchy bez wyraźnego zaznaczenia faz, mające charakter pływania lub niepokoju gałek ocznych. Wahadłowe ruchy oczu o cechach pływania lub niepokoju, a także drganie o zmiennej częstotliwości i różnym kierunku są niezwykle charakterystyczne dla pobudzeń płynących z ośrodkowego układu nerwowego. Ruchy nystagmoidalne tego typu stwierdza się w wielu chorobach OUN.

## Leczenie
Leczenie może przynieść poprawę w tych przypadkach, w których istnieje "blokada" ("strefa ciszy") oczopląsu przy pewnym ustawieniu gałek. Polega ono na odpowiednim chirurgicznym ustawieniu oczu. Niekiedy ustawienie takie można uzyskać stosując szkła pryzmatyczne.

## Oczopląs symulowany
Około 8% populacji w wieku studenckim może wytworzyć oczopląs na zawołanie. 4/5 takich osób ma krewnych, którzy także są do tego zdolni. Oczopląs symulowany przypomina kształtem fali oczopląs wahadłowy, natomiast częstotliwością – niektóre formy wahadłowego drgania gałek ocznych. Nie może on być utrzymywany średnio dłużej niż 25 s. Parametry te pozwalają na odróżnienie go od oczopląsu patologicznego.